# 신암초등학교 (충남)
신암초등학교는 대한민국 충청남도 예산군에 있는 공립 초등학교이다.

## 학교 연혁
- 1928. 04. 01 신암공립보통학교 개교(설립인가 3월 27일)
- 1938. 04. 01 신암공립심상소학교로 개칭
- 1941. 04. 01 신암공립국민학교로 개칭
- 1950. 03. 10 신암국민학교로 개칭
- 1996. 03. 01 신암초등학교로 개칭
- 2002. 11. 07 백송관 개관 및 급식실 준공
- 2007. 03. 01 동신초등학교 통합
- 2014. 02. 14 제84회 졸업(총 6301명)
- 2014. 03. 01 초등 6학급 특수 1학급 계 7학급, 병설유치원 1학급 편성

## 참고 자료
- 신암초등학교 - 한국교육학술정보원 학교알리미